# Jonathan Lacourt
Pour les articles homonymes, voir Lacourt (homonymie).
Jonathan Lacourt, né le 17 août 1986 à Avignon, est un footballeur français.

## Biographie
En 2001, alors joueurs à l'US Albi, il est sélectionné avec l'équipe de la Ligue de Midi-Pyrénées, et dispute la Coupe nationale des 14 ans à Clairefontaine.

### Débuts au RC Lens
Jonathan Lacourt commence sa carrière professionnelle durant la saison 2005-2006 au RC Lens. Lors de cette première saison, il joue neuf matchs de Ligue 1 et fait également ses débuts en européens en Coupe de l'UEFA (deux matchs).
Il commence la saison suivante avec Lens (3 matchs de Ligue 1 et 2 matchs de Coupe de l'UEFA) mais il est rapidement prêté à Troyes (Ligue 1) comme joker. Il évolue donc dans l'Aube durant la saison 2006-2007, il y dispute 16 rencontres.
Il marque son premier but professionnel le 23 juillet 2005 en Coupe Intertoto contre le club croate de Varteks Varazdin (match gagné 4-1 par le RC Lens). Il est à l'époque un grand espoir des Sang et Or, avec l'attaquant Kévin Monnet-Paquet. Il se distingue notamment pour ses frappes lointaines.
À la fin de l'été 2007, il refuse d'être prêté à Boulogne-sur-Mer (Ligue 2). Il dispute la saison 2007-2008 dans l'Artois et joue tout de même 17 matchs de Ligue 1 et un de Coupe de l'UEFA. Hélas, le RC Lens est relégué en Ligue 2 à la fin de la saison et doit de séparer de nombreux joueurs.

### Valenciennes et blessure
Jugé un peu tendre, il est transféré le 9 juillet 2008 à Valenciennes (Ligue 1) dans le cadre d'un double transfert qui voit aussi Seïd Khiter quitter le RC Lens pour le VAFC. Le montant de ce double transfert est estimé à 1.5 million d'euros. Il retrouve aussi Milan Biševac qui a également fait le court déménagement de l'Artois vers le Hainaut. 
À Valenciennes, il retrouve du temps de jeu sous les ordres d'Antoine Kombouaré, même si la première partie de saison est délicate pour l'équipe, et également pour lui car il a du mal à s'imposer. Lors de la phase retour, il gagne en confiance, si bien qu'il marque deux buts, contre Caen puis Le Havre. Le 21 mars 2009, lors de la 29e journée opposant Rennes à Valenciennes, Jonathan Lacourt est victime d'un tacle en retard de la part de son ex-coéquipier Kader Mangane, avec qui il jouait à Lens, qui lui occasionne une double fracture spiroïde du tibia-péroné. Elle marque la fin de sa saison ainsi que la fin de son aventure dans le club du Hainaut où son contrat se termine en juin 2011.

### Tentatives de relance et reconversion
Le 25 janvier 2012 il signe à Châteauroux pour une durée de six mois. Quelques jours plus tôt il devait s'engager avec Bastia mais le club est interdit de recrutement par la DNCG. Il ne dispute que trois matchs à Châteauroux, pour 92 minutes de jeu, où son contrat n'est pas renouvelé en fin de saison.
Le 22 juin 2012, Lacourt s'engage avec l'Amiens SC pour la saison 2012-2013, avec une option pour deux saisons supplémentaires en cas d'accession du club en Ligue 2. Non-promu avec le club picard, il se retrouve libre à l'été 2013. Faute de trouver un contrat professionnel, il dispute la saison 2013-2014 à Albi en CFA 2.
Ses performances remarquées à Albi permettent à Lacourt de retrouver la Ligue 2, en signant au Nîmes Olympique pour trois saisons. Il ne reste pourtant que deux saisons, et commence sa reconversion en créant une marque de sportwear. Il reprend aussi une licence amateur à Albi. À l'hiver 2016-2017, il signe à Blagnac. Il joue ensuite à Marssac et se reconvertit dans le monde du sportswear. Lors de la saison 2018-19, il est un des grands artisans de la très belle saison de son club qui atteint pour la première fois de son histoire le niveau Régional 1 (ancienne Division d'Honneur). Avec ses coéquipiers, il rentre encore un peu plus dans l'Histoire du club la saison suivante, en 2019-20, en accédant au huitième tour de la Coupe de France, une première pour le club ! Ils perdent finalement cette rencontre sur le score de 4 buts à 1 contre le Pau FC (alors leader du championnat de National). Au cours du match, Jonathan Lacourt sera l'auteur de l'unique but de son équipe, mais également victime d'un coup de tête du capitaine Béarnais, Antoine Batisse. À l'été 2020, et après trois saisons avec Marssac, Lacourt décide de revenir chez son club formateur, l'US Albi, espérant l'aider à remonter la pente après plusieurs descentes jusqu'en Régional 3.

## Statistiques
| Saison                | Club                  | Championnat           | Championnat | Championnat | Coupe nationale | Coupe nationale | Coupe de la Ligue | Coupe de la Ligue | Compétition(s) continentale(s) | Compétition(s) continentale(s) | Compétition(s) continentale(s) | Total | Total |
| Saison                | Club                  | Division              | M.          | B.          | M.              | B.              | M.                | B.                | Comp.                          | M.                             | B.                             | M.    | B.    |
| 2005-2006             | RC Lens               | Ligue 1               | 9           | 0           | 2               | 0               | -                 | -                 | CI+C3                          | 1+2                            | 1+0                            | 14    | 1     |
| 2006-2007             | RC Lens               | Ligue 1               | 3           | 0           | -               | -               | 1                 | 0                 | C3                             | 2                              | 0                              | 6     | 0     |
| 2006-2007             | ES Troyes AC (prêt)   | Ligue 1               | 16          | 0           | -               | -               | -                 | -                 | -                              | -                              | -                              | 16    | 0     |
| 2007-2008             | RC Lens               | Ligue 1               | 17          | 0           | 1               | 0               | 2                 | 0                 | C3                             | 1                              | 0                              | 21    | 0     |
| 2008-2009             | Valenciennes FC       | Ligue 1               | 20          | 2           | 1               | 0               | 1                 | 0                 | -                              | -                              | -                              | 22    | 2     |
| 2009-2010             | Valenciennes FC       | Ligue 1               | -           | -           | -               | -               | -                 | -                 | -                              | -                              | -                              | 0     | 0     |
| 2010-2011             | Valenciennes FC       | Ligue 1               | -           | -           | -               | -               | -                 | -                 | -                              | -                              | -                              | 0     | 0     |
| 2011-2012             | LB Châteauroux        | Ligue 2               | 3           | 0           | -               | -               | -                 | -                 | -                              | -                              | -                              | 3     | 0     |
| 2012-2013             | Amiens SC             | National              | 29          | 6           | 1               | 1               | 1                 | 1                 | -                              | -                              | -                              | 31    | 8     |
| 2013-2014             | US Albi               | CFA 2                 | 18          | 9           | -               | -               | -                 | -                 | -                              | -                              | -                              | 18    | 9     |
| 2014-2015             | Nîmes Olympique       | Ligue 2               | 11          | 1           | 2               | 0               | -                 | -                 | -                              | -                              | -                              | 13    | 1     |
| 2015-2016             | Nîmes Olympique       | Ligue 2               | 15          | 1           | 2               | 0               | -                 | -                 | -                              | -                              | -                              | 17    | 1     |
| 2016-2017             | US Albi               | CFA 2                 | 10          | 2           | 1               | 2               | -                 | -                 | -                              | -                              | -                              | 11    | 4     |
| 2016-2017             | Blagnac FC            | DH                    | 10          | 2           | -               | -               | -                 | -                 | -                              | -                              | -                              | 10    | 2     |
| Total sur la carrière | Total sur la carrière | Total sur la carrière | 161         | 23          | 10              | 3               | 5                 | 1                 | -                              | 6                              | 1                              | 182   | 28    |

## Palmarès

### Jeunes
- Tournoi du Val-de-Marne des - 16 ans (1) :
  - Vainqueur : 2001

- Tournoi de Salerne des - 16 ans (1) :
  - Vainqueur : 2002

- Tournoi de Montaigu des - 16 ans :
  - Finaliste : 2002

- Aegean Cup des - 16 ans :
  - Finaliste : 2002

- Championnat d'Europe des - 17 ans :
  - Vice-Champion : 2003

- Tournoi de Toulon :
  - Vainqueur : 2006

### Professionnel
- Coupe Intertoto :
  - Vainqueur : 2005

- Coupe de la Ligue :
  - Finaliste : 2008